# Grzegorz Dzik
Grzegorz Dzik (ur. 15 marca 1960 w Kłodzku) – polski inżynier i przedsiębiorca.

## Życiorys
Absolwent Wydziału Budownictwa Lądowego Politechniki Wrocławskiej. W 1990 założył największą w Polsce grupę firm specjalizujących się w outsourcingu usług dla przedsiębiorstw. Założyciel i główny akcjonariusz Impel S.A. W latach 1999–2004 Przewodniczący Rady Nadzorczej, a 2004 roku Prezes Zarządu Impel S.A.
W latach 1998–2012 Prezes, a od września 2012 Przewodniczący Rady Zachodniej Izby Gospodarczej. W 2003 powołany na Członka Rady Kolegium Europy Wschodniej im. Jana Nowaka-Jeziorańskiego we Wrocławiu. W latach 2008–2022 Konsul Honorowy Ukrainy we Wrocławiu. W roku 2013 tygodnik „Wprost” umieścił go na liście stu najbogatszych Polaków.

## Nagrody i odznaczenia
- Złota Odznaka Politechniki Wrocławskiej z Brylantem (2016)
- Zasłużony dla Wrocławia (2015)
- Nagroda Prezydenta Wrocławia R. Dutkiewicza (2015)
- Złoty Krzyż Zasługi (2010)
- Nagroda Ministra Gospodarki (2010)
- Nagroda „Victoria” 2006 Wrocławskiego Stowarzyszenia „Klub Ludzi Życzliwych” w uznaniu szczególnych zasług w ratowaniu życia i zdrowia dzieci oraz działalności humanitarnej
- Laureat Wektora (2005) – nagrody przyznawanej przez Konfederację Pracodawców Rzeczypospolitej Polskiej
- Nagroda „Byk Sukcesu” 2002
- Kawaler Orderu Uśmiechu[5].
- Order „Za zasługi” III klasy (Ukraina, 2021)[6]